# Son Siurana
Son Siurana és una zona del terme d'Alcúdia situada a la carretera de Palma, km: 42,8, i està formada per dues possessions: Son Siurana de Dalt i Son Siurana de Baix.
Les dues possessions eren antigament una sola propietat que amb el pas del temps es va dividir en dues parts, xapades per la meitat per la carretera antigament coneguda com a camí reial de Mallorca. Son Siurana fou creada el 1784, amb 100 hectàrees d'ametlers i figueres i altres zones dedicades al conreu i la ramaderia.
L'any 1863 era propietat d'Isabel Poquet i llavors tenia 240 quarterades. En 1950 només comptava amb 135 quarterades, principalment de garriga. Al segle xx romangué xapada per la meitat, i així Son Siurana de Dalt quedà amb la possessió i les cases i Son Siurana de Baix, de 84 quarterades, té unes cases menors i que actualment són propietat de Cristòfol Pizà Bunyola. Els dos terrenys tenen restes de jaciments prehistòrics.
Actualment Son Siurana de Dalt té l'hotel d'agroturisme Son Siurana. Actualment ambdues es dediquen també a la ramaderia (més de 200 ovelles) i a l'agricultura.